# 本土決戰
本土決戰是在太平洋戰爭時，日軍所想定的戰略之一，意味著在日本本土中陸上決戰之意。

## 主要內容
1944年末起，日軍開始制定「決號作戰」，1945年夏開始具體部署：在本土集中53個師團、22個獨立混成旅團、2個坦克師團、7個獨立坦克旅團、4個高射炮師團，總計陸軍2,250,000人，海軍1,300,000人。準備10,000餘架飛機（75%是由教練機改裝而成之自殺式飛機）向登陸美軍進攻。日本15－60歲男人及17－45歲女人，共28,000,000人，編成「國民義勇戰鬥隊」，全員參加「1億總特攻」。1945年初，日本動員全國男性成年，總兵力達713萬人。此時徵兵標準為身高148厘米以上，體重45公斤以上，50歲以上及殘疾人士也徵用上。日軍師團數目擴充至169個。
1945年秋美軍計劃實行沒落行動，本土決戰也可能包括因蘇聯出軍，要與之在北海道和東北地方陸上對戰的意思。